# 圣让德尔 (多姆山省)
圣让德尔（法語：Saint-Jean-d'Heurs）是法国多姆山省的一个市镇，属于梯也尔区（Thiers）勒祖县（Lezoux）。该市镇总面积11.13平方公里，2009年时的人口为600人。

## 人口
圣让德尔人口变化图示